# Блафтон (Міннесота)
Блафтон (англ. Bluffton) — місто (англ. city) в США, в окрузі Оттер-Тейл штату Міннесота. Населення — 210 осіб (2020).

## Географія
Блафтон розташований за координатами 46°28′10″ пн. ш. 95°14′2″ зх. д. / 46.46944° пн. ш. 95.23389° зх. д. (46.469401, -95.233935).  За даними Бюро перепису населення США в 2010 році місто мало площу 7,20 км², з яких 7,14 км² — суходіл та 0,06 км² — водойми.

## Демографія
Згідно з переписом 2010 року, у місті мешкало 207 осіб у 79 домогосподарствах у складі 54 родин. Густота населення становила 29 осіб/км².  Було 83 помешкання (12/км²).
Расовий склад населення:
| - 96,1 % — білих - 0,5 % — корінних американців - 0,5 % — азіатів |

До двох чи більше рас належало 2,4 %. Частка іспаномовних становила 1,4 % від усіх жителів.
За віковим діапазоном населення розподілялося таким чином: 25,6 % — особи молодші 18 років, 58,5 % — особи у віці 18—64 років, 15,9 % — особи у віці 65 років та старші. Медіана віку мешканця становила 33,9 року. На 100 осіб жіночої статі у місті припадало 93,5 чоловіків;  на 100 жінок у віці від 18 років та старших — 102,6 чоловіків також старших 18 років.
Середній дохід на одне домашнє господарство  становив 51 745 доларів США (медіана — 40 625), а середній дохід на одну сім'ю — 59 232 долари (медіана — 43 750). Медіана доходів становила 37 969 доларів для чоловіків та 30 208 доларів для жінок. За межею бідності перебувало 6,3 % осіб, у тому числі 8,8 % дітей у віці до 18 років та 10,0 % осіб у віці 65 років та старших.
Цивільне працевлаштоване населення становило 91 осіб. Основні галузі зайнятості: виробництво — 24,2 %, освіта, охорона здоров'я та соціальна допомога — 24,2 %, сільське господарство, лісництво, риболовля — 15,4 %, роздрібна торгівля — 12,1 %.